# Ramona Villagomez Manglona

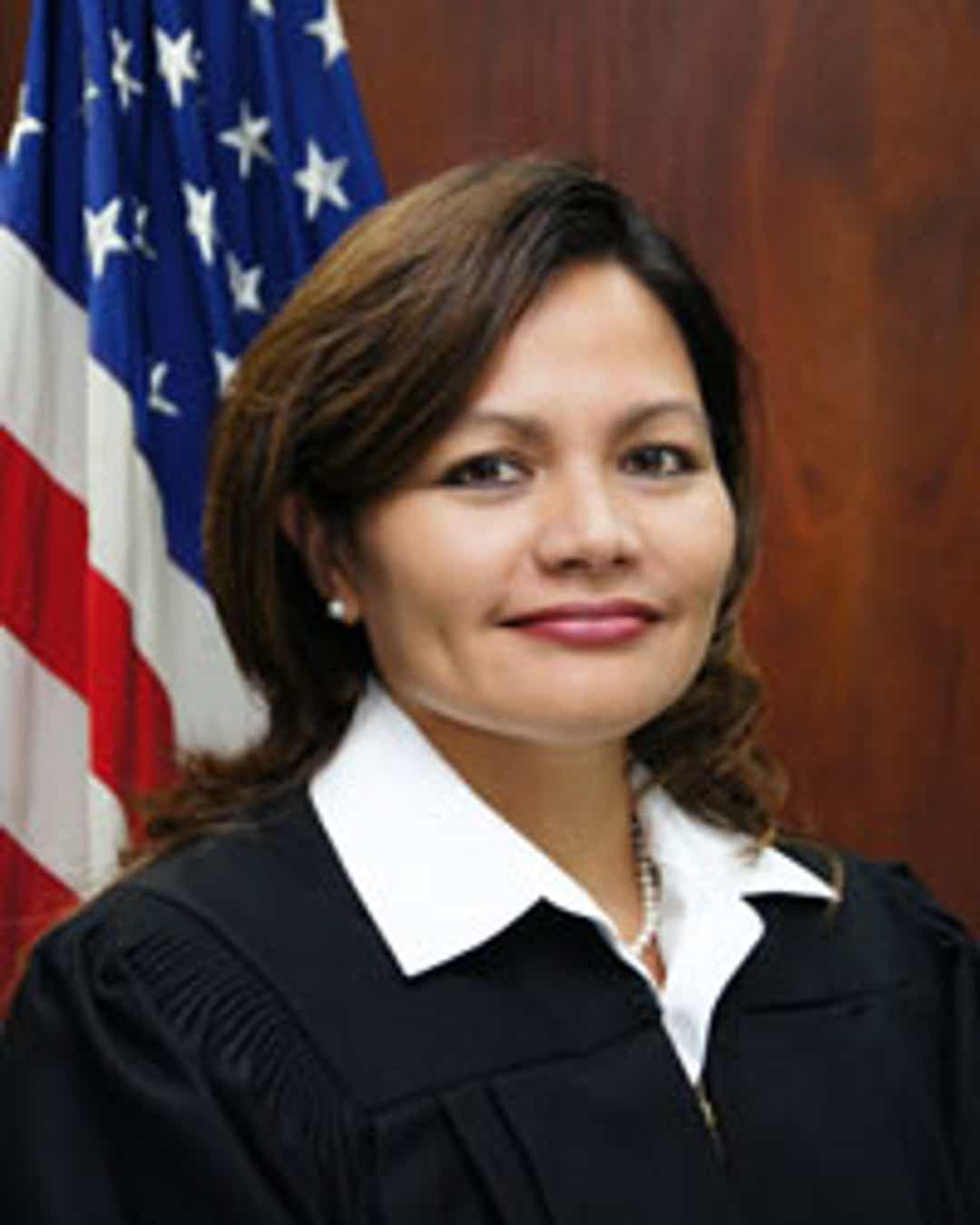
US-Bundesrichterin des District Courts der Nördlichen Marianen Ramona V. Manglona (2014)

Ramona Villagomez Manglona (/mɒŋˈloʊnjə/) (* 26. Februar 1967 in Saipan, Commonwealth of the Northern Mariana Islands als Ramona Emma Pangelinan Villagomez) ist die Bundesrichterin des District Court for the Northern Mariana Islands.

## Ausbildung
Manglona studierte an der University of California at Berkeley, wo sie 1990 einen Abschluss als Bachelor of Arts in Wirtschaftswissenschaften und Japanisch machte. Ihren Juris Doctor erwarb sie 1996 an der University of New Mexico School of Law.

## Karriere
Bevor sie das Studium der Rechtswissenschaften aufnahm, arbeitete Manglona im Immobilienmanagement ihrer Familie. Nach ihrem Abschluss arbeitete sie als Gerichtsschreiberin für die beiden Richter am Superior Court of the Commonwealth of the Northern Mariana Islands. Sie wechselte dann in das Office of the Attorney General, wo sie zunächst in der Kammer für Strafsachen und danach in der Kammer für Zivilsachen arbeitete. Anfang 2002 wurde sie Deputy Attorney General of the Northern Mariana Islands und im November desselben Jahres die erste weibliche Attorney General of the Northern Mariana Islands. Sie wurde im Mai 2003 als Richterin im Superior Court ernannt und blieb bis zum Juni 2011 auf diesem Posten, um zum District Court zu wechseln. Ihr Nachfolger am Superior Court war Joseph James Norita Camacho, der am 19. November 2011 als Richter eingeschworen wurde.
District Court
Am 26. Januar 2011 nominierte US-Präsident Barack Obama Manglona für den District Court for the Northern Mariana Islands. Das Senate Judiciary Committee hielt am 16. März 2011 eine Anhörung zu ihrer Nominierung ab und empfahl dem Senat am 7. April 2011 ihre Ernennung. Am 26. Juli 2011 bestätigte der Senat ihre Ernennung durch Akklamation. Sie erhielt ihre Ernennung am 29. Juli 2011 und leistete ihren Amtseid am Folgetag. Ihre Ernennung lief am 28. Juli 2021 aus, doch blieb sie im Amt, bis ihr Nachfolger eingeschworen werden wurde.
Am 30. August 2023 gab Präsident Joe Biden bekannt, dass er Manglona für eine zweite Amtszeit als Richterin des District Court for the Northern Mariana Islands vorschlagen werde. Am 11. September 2023 wurde Manglonas Nominierung dem Senat übermittelt. Am 15. November 2023 fand ihre Anhörung vor dem Senate Judiciary Committee statt. Am 7. Dezember 2023 wurde ihre Nominierung vom Committee mit 20–1 Stimmen zurückgewiesen. Am 3. Januar 2024 wurde die Nominierung an den Präsidenten gemäß Rule XXXI, Paragraph 6 des United States Senate zurückgegeben; sie wurde am 8. Januar 2024 erneut nominiert. Am 18. Januar 2024 wurde ihre Nominierung vom Committee 21–0 Stimmen zurückgewiesen. Am 15. April 2024 stimmte der Senat darüber ab, ihre Nominierung auf die Tagesordnung zu setzen, erreichte mit 39–50 Stimmen jedoch nicht die nötige Mehrheit. Später an dem Tag wurde eine beschleunigte Befassung mit der Nominierung mit 84–3 Stimmen angenommen. Am 16. April 2024 wurde ihre Nominierung bei einer Abstimmung im Senat mit 96–2 bestätigt.
Im Juni 2024 hatte die Bundesrichterin Manglona über die Verständigung im Strafverfahren in der Strafsache gegen Julian Assange, den Gründer von Wikileaks, zu entscheiden.

## Familie
Manglona ist seit 2000 verheiratet mit John A. Manglona, einem beisitzenden Richter am Northern Mariana Islands Supreme Court. Das Ehepaar hat zwei Kinder.

## Belege
1. 1 2 3  Judge Manglona's Biography. Archiviert vom Original am 5. Oktober 2011 (englisch).
2. ↑  Ferdie De La Torre:  Camacho takes his oath in Carolinian-a first In: Saipan Tribune, 19. November 2011. Abgerufen am 26. Juni 2024 (englisch). „Camacho, 42, is the first judge of Carolinian descent to be elevated to the CNMI Courts.“
3. ↑  Congress.gov - Library of Congress. In: thomas.loc.gov. Archiviert vom Original am 14. Dezember 2011; abgerufen am 25. Juli 2011 (englisch).
4. ↑  Saipan Tribune. Archiviert vom Original am 14. Juni 2012; abgerufen am 8. August 2011 (englisch).
5. ↑  48 U.S. Code § 1821(b)(1). In: Legal Information Institute. Cornell Law School, abgerufen am 26. Juni 2024 (englisch).
6. ↑  Nominations. United States Senate Committee on the Judiciary, 14. November 2023 (englisch).
7. ↑  Results of Executive Business Meeting – December 7, 2023. United States Senate Committee on the Judiciary, abgerufen am 8. Dezember 2023.
8. ↑  Benjamin S. Weiss:  Despite partisan rumblings, Senate forges ahead with court nominees In: Courthouse News. Abgerufen am 7. Dezember 2023
9. ↑  PN1021 — Ramona Villagomez Manglona — The Judiciary. In: congress.gov. 3. Januar 2024, abgerufen am 9. Januar 2024.
10. ↑  Results of Executive Business Meeting – January 18, 2024. United States Senate Committee on the Judiciary, abgerufen am 19. Januar 2024 (englisch).
11. ↑  On the Motion to Table (Motion to Table: Ramona Villagomez Manglona to be Judge for the District Court for the Northern Mariana Islands). In: United States Senate. 22. April 2024, abgerufen am 26. Juni 2024 (englisch).
12. ↑  On the Cloture Motion (Motion to Invoke Cloture: Ramona Villagomez Manglona to be Judge for the District Court for the Northern Mariana Islands). In: United States Senate. 15. April 2024, abgerufen am 22. Juni 2024 (englisch).
13. ↑  On the Nomination (Confirmation: Ramona Villagomez Manglona, of the Northern Mariana Islands, to be Judge for the District Court for the Northern Mariana Islands). In: United States Senate. 16. April 2024, abgerufen am 22. Juni 2024 (englisch).
14. ↑  Why is Julian Assange headed to the little-known island of Saipan? In: SBS News. Abgerufen am 25. Juni 2024 (englisch): „the hearing is to take place there because of Assange's opposition to travelling to the continental US, and the court's proximity to Australia… Assange is due to be sentenced to 62 months of time already served at a hearing on the island of Saipan at 9am local time (9am AEST) on Wednesday… Saipan Tribune reports Assange will appear before chief judge Ramona Villagomez Manglona…“
15. ↑  Julian Assange leaves UK after reaching plea deal with US. In: The Irish News (US). Abgerufen am 25. Juni 2024: „A letter to the United States chief judge of the District Court for the Northern Mariana Islands Ramona V Manglona, as seen by the PA news agency, also confirmed Assange intends to return to Australia once proceedings conclude.“

| Personendaten    | Personendaten                                                       |
| ---------------- | ------------------------------------------------------------------- |
| NAME             | Manglona, Ramona Villagomez                                         |
| ALTERNATIVNAMEN  | Villagomez, Ramona Emma Pangelinan (Geburtsname)                    |
| KURZBESCHREIBUNG | Bundesrichterin des District Court for the Northern Mariana Islands |
| GEBURTSDATUM     | 26. Februar 1967                                                    |
| GEBURTSORT       | Saipan, Commonwealth of the Northern Mariana Islands                |